# Xysticus winnipegensis
Xysticus winnipegensis is een spinnensoort uit de familie van de krabspinnen (Thomisidae).
De wetenschappelijke naam van de soort werd in 1965 gepubliceerd door A.L. Turnbull, Charles Denton Dondale & James H. Redner.